# イン・ザ・ブルー・ライト
『イン・ザ・ブルー・ライト』(In the Blue Light)はポール・サイモンによる14作目となるソロ・アルバム。サイモンが過去に発表した曲のうちでさほど有名ではないと自身が考えるものを対象に、アレンジ・ハーモニー・歌詞を再構成したセルフ・カバー曲が収録された。

## 収録曲
| 全作詞・作曲: ポール・サイモン。 |                                                                                              |                  |                  |                                            |      |
| #                                | タイトル                                                                                     | 作詞             | 作曲・編曲       | 収録元アルバム                             | 時間 |
| 1.                               | 「君の天井は僕の床」(One Man's Ceiling Is Another Man's Floor)                               | ポール・サイモン | ポール・サイモン | ひとりごと                                 | 4:01 |
| 2.                               | 「ラヴ」(Love)                                                                               | ポール・サイモン | ポール・サイモン | ユー・アー・ザ・ワン                       | 4:10 |
| 3.                               | 「キャント・ラン・バット」(Can't Run But)                                                    | ポール・サイモン | ポール・サイモン | リズム・オブ・ザ・セインツ                 | 3:29 |
| 4.                               | 「想いこがれて」(How the Heart Approaches What It Yearns)                                    | ポール・サイモン | ポール・サイモン | ワン・トリック・ポニー                     | 4:30 |
| 5.                               | 「豚と羊と狼と」(Pigs, Sheep and Wolves)                                                     | ポール・サイモン | ポール・サイモン | ユー・アー・ザ・ワン                       | 4:00 |
| 6.                               | 「犬を連れたルネとジョルジェット」(René and Georgette Magritte with Their Dog After the War) | ポール・サイモン | ポール・サイモン | ハーツ・アンド・ボーンズ                   | 4:43 |
| 7.                               | 「ティーチャー」(The Teacher)                                                                | ポール・サイモン | ポール・サイモン | ユー・アー・ザ・ワン                       | 3:44 |
| 8.                               | 「愛しのロレイン」(Darling Lorraine)                                                         | ポール・サイモン | ポール・サイモン | ユー・アー・ザ・ワン                       | 7:13 |
| 9.                               | 「ある人の人生」(Some Folks' Lives Roll Easy)                                                | ポール・サイモン | ポール・サイモン | 時の流れに                                 | 3:59 |
| 10.                              | 「クエスチョンズ・フォー・ジ・エンジェルズ」(Questions for the Angels)                       | ポール・サイモン | ポール・サイモン | ソー・ビューティフル・オア・ソー・ホワット | 4:01 |